# Maison de Mary Arden
La maison de Mary Arden est une ferme du XVIe siècle de style Tudor et un musée de Wilmcote (hameau de Stratford-upon-Avon) dans le Warwickshire en Angleterre où Mary Arden (1537-1608) mère du poète, dramaturge et écrivain William Shakespeare est née et a vécu son enfance.

## Historique
Cette ferme de Wilmcote (hameau à environ 5 km de Stratford-upon-Avon) appartient à la famille de Mary Arden (mère de William Shakespeare). Elle y est née et y a passé son enfance.
Elle s'installe après son mariage avec John Shakespeare en 1557 à Stratford-upon-Avon dans la maison natale de Shakespeare. 
En 1930 la ferme est acquise par la Fondation Shakespeare Birthplace Trust et rénovée pour en faire un musée avec basse-cour (porcs, moutons, bovins Long Horn, chèvres, oies ...)